# Sat l'Artificier
Sat l'Artificier ou simplement Sat, de son vrai nom Karim Haddouche, né le 16 septembre 1975 à Marseille, dans les Bouches-du-Rhône, est un rappeur et auteur-compositeur-interprète français d'origine franco-algérienne, il est membre du groupe de rap Fonky Family. Également journaliste et chroniqueur sportif pour le club de football Olympique de Marseille de 2010 à 2015, il devient speaker de 2019 à 2021 au stade Vélodrome.

## Biographie

### Jeunesse et débuts
Né à Marseille (5e) d'un père algérien kabyle et d'une mère française d'origine corse, il découvre très tôt l'amour pour la culture hip-hop après des études à la Faculté de Droit et Sciences Politiques d'Aix-en-Provence. En 1994, il crée avec ses amis Le Rat Luciano, Don Choa et Menzo le groupe Fonky Family.
S'ensuit une rencontre avec Akhenaton, de laquelle naît le titre Bad Boys de Marseille présent sur l'album solo Métèque et mat d'Akh, publié en 1995. Signés par le groupe Iam sur le label Côté obscur, ils sortent leur 1er album Si Dieu veut (1997) qui connaîtra un fort succès commercial (260 000 ventes, double disque d'or)  et d'estime (considéré comme un classique). Ils sortent ensuite le premier volume des hors-séries en 1999 (double disque d'or), puis Art de rue (2001) qui se vendra à plus de 500 000 exemplaires (disque de platine). Après Le Rat Luciano en 2000 avec Mode de vie béton style, Sat est le deuxième membre de la FF à se lancer en solo avec Dans mon monde en 2002, qui sera réédité en 2003.
Après plusieurs années d'attente, la FF sort son troisième album Marginale musique (2006), qui sera certifié disque d'or avec 120 000 copies vendues. Le groupe se sépare ensuite et chacun s'occupe de ses projets solo.

### Second souffleetDiaspora
En février 2008, il publie son deuxième album solo, Second souffle, enregistré à Marseille et à Paris, mixé par Richard « Segal » Huredia (Dr Dre, Eminem, Xzibit), et bénéficiant de productions de Medeline, Sayd Des Mureaux, Sat lui-même, DJ Shean, et Frero Prod. La chanteuse américaine Shareefa participe à l'une des chansons de l'album (Un autre monde, produit par Medeline). L'album atteint la 30e place des classements musicaux français. Malgré le classement, Sat accuse son label de ne pas l'avoir assez soutenu en matière de promotion.
En 2008, à l'occasion d'une remise de prix en compagnie d'Amel Bent aux Trophées du hip-hop, il prend la parole pour dénoncer l'évolution du rap et sa tendance actuelle, en fustigeant notamment « les rappeurs qui font de la musique destinée aux enfants âgés de 8 à 11 ans. » Il appelle les médias, « Radio, presse, télé, sites internet, a accorder plus d'importance au vrai rap, un rap sincère et authentique, fait avec le cœur, l'âme, et les tripes. (...) Un rap avec, de vrais textes, de vrais thèmes, de vrais concepts. Un hip-hop comme on l'aime, pour lequel on s'est battu au sens propre comme au figuré du terme. La situation est grave, mais elle n'est pas désespérée non plus. Pour les nouveaux venus le combat ne fait que commencer, pour nous autres le combat continue[réf. nécessaire]. » 
Son troisième album, Diaspora, est publié le 15 février 2010. Le titre Plus que de la musique est réalisé en featuring avec Akhenaton et Soprano.

### Projets collaboratifs
Sat l'artificier apparait dans l'album 13'Organisé du rappeur Jul dans les titres : Heat, C'est maintenant et dans le bonus 13'Organisé. À propos de cette collaboration il déclare pour Radio France "Même si on n’a pas le même âge et la même vie, on a ce truc qui nous unit tous, c’est Marseille".

## Dans le monde du sport
À partir de 2010 Sat devient chroniqueur sportif pour l'Olympique de Marseille. Il participe régulièrement à la chronique "veille de match" sur OM TV où il donne son avis sur les matchs à venir et à travers sa propre émission "l'œil de Sat" à chaque lendemain de rencontres.
En mai 2018, Sat l'artificier est contacté par l'UEFA pour savoir s'il était disposé à faire un clip sur l'OM et Marseille en vue de la finale de l'Europa League contre l'Atlético Madrid. Sat fait alors un hymne pour l'OM et Marseille qui sort quelques jours avant le match.
En 2020 il devient speaker au stade Vélodrome pour les matchs à domicile aux côtés de l'habituel André Fournel.

## Réseaux sociaux et engagements
En juillet 2018, il rend hommage à Prodigy de Mobb Deep dont le titre Shook Ones Pt. II apparaît dans la bande originale de la série Luke Cage qui est pour lui une des meilleures du monde. Pendant le Jazz des cinq continents qui se déroule à Marseille, il affirme : « J'ai été bercé avec Kool and the Gang ».
À la suite de l'effondrement des immeubles rue d'Aubagne à Marseille en novembre 2018, Sat s'affiche très touché par le drame et la mort de huit habitants. Il participe à la marche blanche du 10 novembre puis organise et participe au concert de soutien le 21 décembre à l'Espace Julien de Marseille.
Pendant le confinement en avril il participe avec le groupe Sniper originaire du Val-d'Oise à une battle de rap sous la forme d'un live sur le réseau social Instagram.
En novembre 2020 il annonce sur son compte Twitter le décès de la chanteuse Karima qui avait notamment chanté le refrain sur le titre Bad Boys de Marseille.

## Discographie

### Albums collaboratifs
- 1996 : Bad Boy de Marseille (Single) (avec Akhenaton feat. Fonky Family)
- 1997 : Si Dieu Veut... Inch 'Allah (avec la Fonky Family)[11]
- 1999 : Hors Série Volume 1 (avec la Fonky Family)
- 2001 : Art de rue (avec la Fonky Family)
- 2001 : Hors Série Volume 2 (avec la Fonky Family)
- 2003 : Live au Dôme de Marseille (avec la Fonky Family)
- 2006 : Marginale Musique (avec la Fonky Family)

## Apparitions
- Sat l'Artificier - Dernier souffle (sur la compile Département 13)
- Sat l'Artificier - La tension monte (sur la compile Les yeux dans la banlieue Vol.2)
- Belek feat. Sat l'Artificier et Le Rat Luciano - Au milieu des fauves (sur la compile Entre Rap et vida loca)
- Azyatik feat. Sat l'Artificier et Le Rat Luciano - Survivants (sur l'album d'Azyatik, Histoire d'ombres)
- Matt Houston feat. Sat l'Artificier - Hotel motel (sur l'album de Matt, Chant de bataille)
- Sat l'Artificier - C'est pour eux (sur la mixtape Têtes brûlées)
- Relic feat. Sat l'Artificier & Le Rat Luciano - Écorchés vifs (sur l'album de Relic, Légende urbaine)
- Sat l'Artificier feat. Calbo - Étroite surveillance (sur la compile Première classe Vol.2)
- Le Rat Luciano feat. Sat l'Artificier & Rohff - Nous contre eux (sur l'album du Rat, Mode de vie, béton style)
- Neg'Marrons feat. Sat l'Artificier & Menzo - Faut k'ca saigne (sur l'album des Neg'Marrons, Le bilan)
- Monsieur R feat. Sat l'Artificier, Faf Larage, Fabe et Ritmo - Misère (sur l'album de R, Anticonstitutionnellement)
- 3e Œil feat Sat l'Artificier - D'où vient c'vacarme (sur l'album du 3e Œil, Avec le cœur ou rien)
- Shurik'n feat. Sat l'Artificier - Mémoire (sur l'album de Shurik'n, Où je vis)
- Sat l'Artificier feat. Casey, Fredo, Ritmo, Le K'Fear - C'est quoi les diez (sur la compile Première classe Vol.1)
- 13D Hall Star feat. Sat l'Artificier - On continue comme ça (sur le street-album Le Buzz)
- Sat l'Artificier feat. Baba Saad - Sous-Estimés (sur la compile La Connexion)
- Sayd Des Mureaux feat. Sat L'Artificier & Trarius & Hatim & H-Kayne - Get Mo Money Remix)
- Sam's feat Deen Burbigo et Sat l'artificier - Cherche pas à comprendre (sur l'album Gestlude 2)
- OPERAP Feat. Shurik'n x Sat de la FF x Cécilia Arbel x Lacraps x Demi Portion x Youssef Swatt's
- Sat l’Artificier, Youssoupha, Black M, Kofs, Dry, Belek - Micro chargé (sur l'album Le Classico organisé)
- Seth Gueko (ft. Akhenaton & Sat L'Artificier) - Morts sous la même étoile, sur l'album de Seth Gueko mange tes morts
- Soso Maness et Sat l'artificier - DLB 17